# Czigány Lóránt
Czigány Lóránt (álneve: Girnóczy Antal) (Sátoraljaújhely, 1935. június 3. – Budapest, 2008. november 8.) József Attila-díjas (2000) magyar író, irodalomtörténész, diplomata, egyetemi tanár.

## Életpályája
Czigány Lóránt Sátoraljaújhelyben született 1935. június 3-án Czigány János és Rétfalvi Riby Mária gyermekeként.
1954–1956 között a Szegedi Tudományegyetem magyar–történelem szakos hallgatója. Az 1956-os forradalom idején Nyugat-Európába távozott. 1957–1958 között az Oxfordi Egyetemen tanult, 1958–1960 között pedig a Londoni Egyetem diákja volt.
1962–1969 között a British Museum könyvtárának magyar szakreferense, 1969–1973 között Berkeleyben a Kaliforniai Egyetemen a magyar nyelv és irodalom tanára. A BBC magyar adása és a The Times külsős munkatársa volt. 1965–1988 között a londoni Szepsi Csombor Kör (Szepsi Csombor Márton) egyik alapítója, a Kör kiadványainak szerkesztője. 1973–1990 között az Anyanyelvi Konferencia védnökségi tagja, 1977–1996 között a Nemzetközi Magyar Filológiai Társaság végrehajtó bizottsági tagja, 1986-ban és 1989-ben az Eötvös József Collegium vendégprofesszora. 1990–1991 között rendkívüli követ és meghatalmazott miniszter a londoni magyar nagykövetségen; 1992–1994 között a külügyminisztérium főtanácsadója. 1995-ben a Miskolci Egyetem vendégprofesszora és díszdoktora volt.
2008. november 8-án hunyt el Budapesten.

## Magánélete
1957-ben házasságot kötött Salacz Magda művészettörténész könyvtárossal. Egy lányuk született, Judith (1958).

## Művei
- The Béla Iványi-Grünwald Collection of Hungarica (bibliográfia, 1967)
- The László Waltherr Collection (bibliográfia, 1969)
- Angyal Dávid: Emlékezések (szerkesztette, 1971)
- A túlsó partról. Révai András válogatott írásai (szerkesztette, 1975)
- A magyar irodalom fogadtatása a viktoriánus Angliában, 1830–1914 (monográfia, 1976)
- Új Látóhatár repertórium, 1950–1975 (összeállította, 1976, pótkötet 1976-1987, 1988)
- Mérlegen. Irodalmi, történelmi és szociológiai tanulmányok (szerkesztette, 1978)
- Cs. Szabó László irodalmi munkássága (bibliográfia, összeállította, 1982)
- The Oxford History of Hungarian Literature from the Earliest Times to the Present (1984)
- Önarcképünk sorsunk tükrében 1945–1949 (szerkesztette Tóth Miklóssal, 1984)
- Szabó Zoltán: Ősök és társak (szerkesztette, 1984)
- Szabó Zoltán: Terepfelverés (sajtó alá rendezte, bevezető, 1987)
- Nézz vissza haraggal! Államosított irodalom Magyarországon, 1946–1988 (tanulmány, 1990)
- Siklós István: Világ világossága mögöttem (válogatott művek, szerkesztette, 1992)
- Gyökértelen, mint a zászló nyele. Írások a nyugati magyar irodalomról (1994)
- Cs. Szabó László: A tág haza. Összegyűjtött versek, szerkesztette, jegyzetek, 1995)
- Pajzán Toldi. A szexuális őserő eposza; a fellelhető kéziratos, nyomtatott és hangszalagon megőrzött forrásokból összeáll., a bev. tanulmányt írta; Kortárs, Bp., 1997
- Ahol állok, ahol megyek (1998)
- Fest Sándor öröksége (2000)
- Talpalatnyi senkiföldjén (2002)
- Vakrepülés. Írások az emigrációból (2003)
- Írok, tehát vagyok. Emigráns napjaim múlása (2005)
- A magyarok költészete (2006)
- Irodalom kényszerzubbonyban (válogatott tanulmányok, 2006)
- A tűzmadár fénylő emléke. A londoni Szepsi Csombor Kör ünnepi műsorai a forradalom tizedik, huszadik, huszonötödik és harmincadik évfordulóján; eredeti forgatókönyvek alapján összeállította Czigány Magdával együtt; Mundus, Bp., 2006 (1956/2006)
- Együgyű történetek; Kortárs, Bp., 2009

## Díjai
- Bárczi Géza-díj (1981)
- Szirmai Endre-díj (1988)
- Kortárs-díj (1997)